# プチメール
プチメール(ぷちめーる)とは、かつてauが関東・中部地区のPDCサービスで提供していたショートメッセージサービス(SMS)である。2003年3月31日同社のPDCサービス終了によって消滅した。本項ではその拡張版であるプチメールα(ぷちめーるあるふぁ)についてもあわせて記す。
特記のない限り料金はPDCサービス廃止当時のものである。

## 概要
1997年9月1日に当時の日本移動通信(IDO)によって開始された、黎明期の携帯電話メールサービスの一つである。電話番号を使用し、同社(au関東・中部地区)のPDC端末同士で半角128文字、全角64文字の送受信が可能であった。なお、後述するプチメールαに対応しない機種では半角カナ・英数字・記号のみ使用可能。

### 対応端末
500Gシリーズの内501G、502G、503Gとデジタルカーフォン500Gを除く各機種、600Gシリーズ(ぷりペイド端末)、700Gシリーズ。

### 料金
いずれも月額料金不要。
- ポストペイド端末：送信1回につき1円(税別)。受信無料。
  - サービス開始当初は送信1回につき5円(税別)。[3]
- プリペイド端末：送信1回につき5円(税込)。受信無料。

### 制限事項
- 送信する際に、相手の端末が発着信可能な状態でない場合(関東・中部以外の地域にある場合も含む)、送信できなかった。

## プチメールα
1999年4月からPDCサービスのオプションサービスとして提供されていた。プチメールの機能に加え、au(旧セルラー地域を含む)のCメールとの送受信、他社携帯・PHSや固定電話などからプチメールセンターに電話をかけ、ポケベル入力で送信されたメッセージの受信が可能だった他、相手が発着信不可能な状態でも、サーバがプチメールを預かる機能も提供されていた。なお、送受信可能文字数は半角100文字、全角50文字とプチメールに比べるとやや少ない。

### 対応端末
500Gシリーズの内520・530番台の型番の機種、700Gシリーズ。プリペイド契約の端末では利用できなかった。

### 料金
月額100円(税別)。送受信はプチメールと同額。